# Мариам Дадиани (1783–1841)
Мариам Дадиани (груз. მარიამ დადიანი; 1783 — 19 марта 1841) — последняя царица Имеретии, супруга имеретинского царя Соломона II. Она была дочерью Кации II Дадиани, мегрельского князя. После русского завоевания Имеретии и бегства Соломона II в Османскую империю в 1810 году, Мариам попала в руки русских властей, которые отправили её в ссылку в Воронеж, где она была известна как Мария Кациевна Имеретинская.

## Происхождение и замужество
Мариам родилась в 1783 году в семье правящего мегрельского князя Кации II из рода Дадиани . В 1790-х годах она была выдана замуж за имеретинского царя Соломона II, который впоследствии стал из-за территориальных вопросов противником Григола Дадиани, своего шурина и преемника Кации II. Брак Мариам и Соломона II оказался бездетным. Поэтому Соломону II пришлось назначить своего ближайшего законного родственника и сына старого противника, князя Константина, наследником престола в 1804 году.

## Заключение и ссылка
Царствованию Соломона II исходила угроза со стороны Российской империи, сюзеренитет которой он принял в 1804 году. Он оказал вооружённое сопротивление русским войскам, посланным для исполнения решения русского императора по свержению Соломона II в феврале 1810 года. Мариам поддерживала своего супруга, который был вынужден капитулировать в марте 1810 года, но сумел бежать потом из плена и вновь разжечь восстание против русского владычества в мае 1810 года. Русский главнокомандующий в Грузии Александр Тормасов в ответ на это приказал генералу Симоновичу заключить Мариам, её сестру Марию (жену князя Давида Микеладзе) и Мариам (сестру Соломона II и жену князя Малхаза Андроникашвили) в крепость Поти. Они должны были получать продовольствие из своих имений, выдавать им деньги запрещалось. Симонович посоветовал быть деликатными с ними, предупредив, что жестокое обращение со знатными женщинами вызовет гнев имеретинцев.
Соломон II бежал на территорию Османской империи в сентябре 1810 года. Мариам же бежала в Мегрелию, где находилась под покровительством её правительницы, княгини Нино. Тормасов уговорил её сдаться. Русский военный конвой сопроводил её и других имеретинских царственных особ в Тбилиси и поместил их под стражу в ноябре 1810 года. Царица Мариам и сестра Соломона II Мариам, как сторонницы беглого царя, были сосланы в Воронеж, откуда царица с помощью маркиза Паулуччи отправила Соломону II письмо, в котором призывала его сдаться и вернуться из изгнания в Османской империи.
После смерти Соломона II в Трапезунде в 1815 году Мариам было разрешено перебраться в Москву, а затем в Санкт-Петербург в 1817 году. Русский император пожаловал ей пенсию и наградил большим крестом ордена Святой Екатерины. По одной из версий, в последние годы своей жизни Мариам лично просила царя разрешить крестьянину Саларидзе, слуге её покойного супруга, который помог царю бежать из русского плена ещё в 1810 году, вернуться из ссылки в Сибири. Разрешение было получено, и Мариам приняла Саларидзе в своём доме, но уже на следующее утро он был обнаружен скончавшимся от сердечного приступа. Мариам умерла в Санкт-Петербурге в 1841 году, в возрасте 58 лет, и была похоронена на территории Донского монастыря.